# Leokadia Halicka-Warman

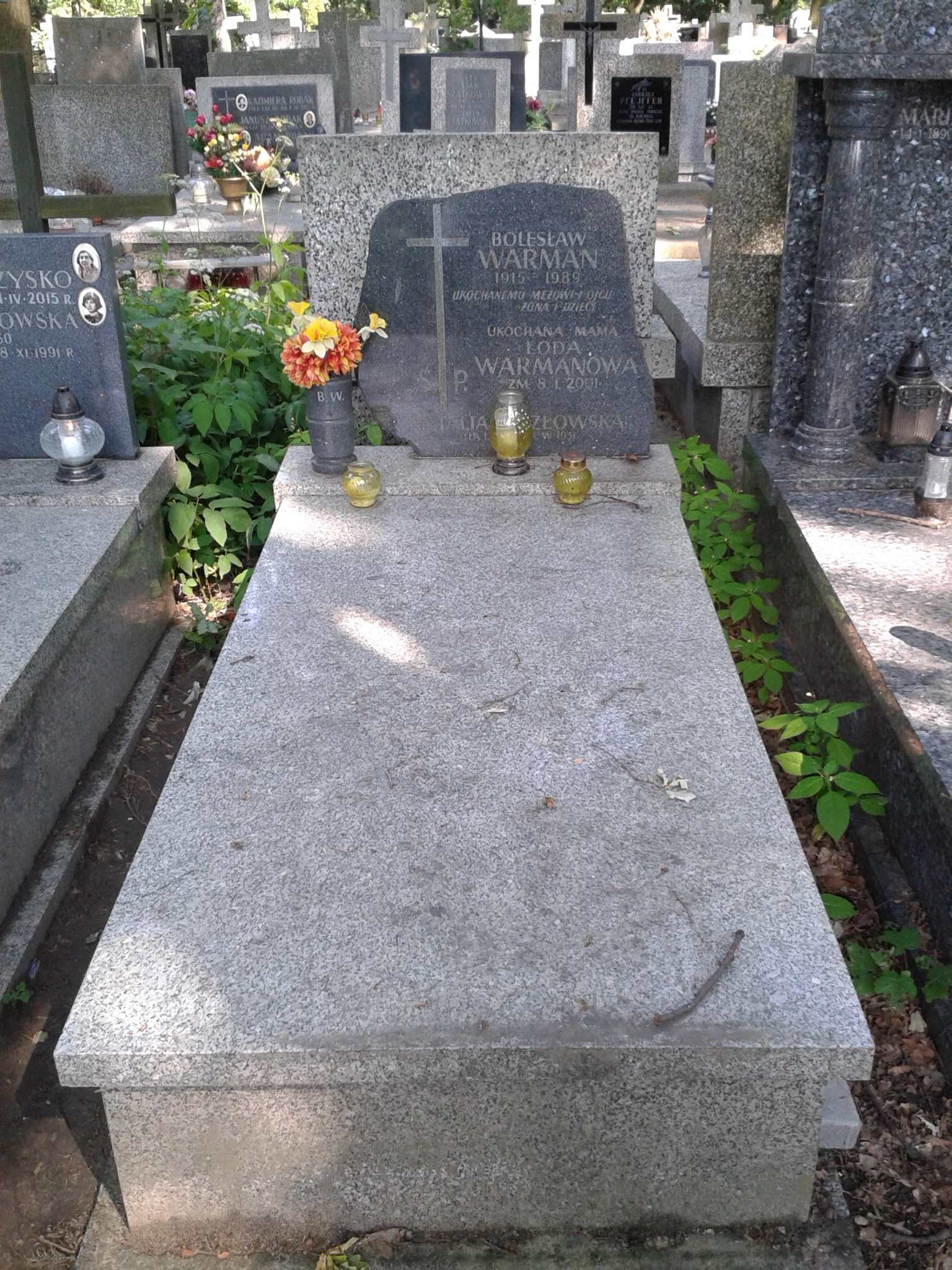
Grobowiec Leokadii i Bolesława Warmanów na cmentarzu Bródnowskim w Warszawie

Leokadia (Loda) Halicka-Warman (ur. 5 września 1914 w Tule, zm. 8 stycznia 2001 w Warszawie) – polska aktorka teatralna i tancerka operowa.

## Życiorys
Przez cała karierę zawodową była związana z warszawskimi scenami muzycznymi. W okresie międzywojennym występowała w teatrach: Eldorado (1927), Wielki (1927–1939), w czasie okupacji niemieckiej w Teatrze Kometa (1941), Teatrze Miraż (Nowy Miraż) (1941–1943), Teatrze Melodia (1944), po wojnie była tancerką Opery i Filharmonii Warszawskiej (1948–1956). Od 1956 pracowała w Zjednoczonych Przedsiębiorstwach Rozrywkowych jako reżyser i choreograf. 
Była żoną Bolesława Warmana (zm. 1989).
Zmarła 8 stycznia 2001, pochowana 15 stycznia 2001 obok męża na cmentarzu Bródnowskim (kwatera 26O-4-9).

## Ordery i odznaczenia
- Złoty Krzyż Zasługi
- Medal 10-lecia Polski Ludowej (19 stycznia 1955)[3]
- Odznaka „Zasłużony Działacz Kultury”